# Новосвєтловський
Новосвєтловський (рос. Новосветловский) — селище в Октябрському районі Ростовської області Росія.
Адміністративний центр Комунарського сільського поселення.
Населення - 977 осіб (2010 рік).

## Географія
Селище Новосвєтловське розташовано на лівому березі річки Грушівка, південніше селища Красногорняцького на південний захід від міста Шахти.

### Вулиці
| - вул. Залізнична, - вул. Зарічна, - вул. Зелена, - вул. Кірова, - вул. Меліховська, - вул. Мічуріна, - вул. Мокроусова, - вул. Московська, - вул. Поздовжня, - вул. Шкільна, - вул. Південна, | - пров. Веселий, - пров. Вигонний, - пров. Донецький, - пров. К. Маркса, - пров. Комсомольський, - пров. Луговий, - пров. Московський, - пров. Мостовий, - пров. Північний, - пров. Тупиковий, - пров. Прогонний. |

## Історія
У радянський час селище називалося селищем Дорожного Управління Робітничого Постачання Північнокавказької залізниці. 

## Пам'ятки
- Середньовічне хозарське поселення Турбута-1.